# Краг, Томас
Томас Краг (норв. Thomas Krag; 1868—1913) — норвежский писатель и драматург, один из главных представителей норвежских символистов-декадентов. 
Томас Краг родился в 1868 году в семье Питера Расмуса Крага (норв. Peter Rasmus Krag, 1825-1891), капитана инженерных войск Норвежской армии и члена Норвежского парламента. Младший брат Томаса, Вильгельм Краг (норв. Vilhelm Krag, 1871-1933) также стал писателем. В 1877 году Краг окончил Кафедральную школу Кристиансанна (норв. Kristiansand katedralskole). Затем семья переехала в Христианию (ныне Осло). Много путешествовал по Германии, Франции и Италии.
Творчество Крага пронизано упадническими настроениями, меланхолией и грустью, характерными для декадентства.

## Произведения
- «Kobberslangen» (рус. «Медный змий», 1895) — Magnum opus
- «Jon Groeff» (рус. «Йон Греф», 1891)
- «Ensomme Mennesker» (1893)
- «Mulm» (рус. «Мрак», 1893)
- «Ada Wilde» (1896)
- «Ulf Ran» (1897)
- «Fru Beates Hus» (1898)
- «Hjem. Sang i Prosa» (1900)
- «De sorte Skove» (1903)
- драма «Kong Aagon» (1894)
- комедия «Hegtemoend og Lygtemoend» (1903)
- роман «Mester Magius» (рус. «Мастер Магиус», 1909)
- роман «Frank Hjelm. Historien om en hjemløs» (рус. «Франк Хьельм. История одного безумного», 1912)